# خوسيه أندريس تامايو كورتيز
خوسيه أندريس تامايو كورتيز (بالإسبانية: José Andrés Tamayo Cortez)‏ هو عالم بيئة هندوراسي، ولد في 1958.